# Халилова, Анасы Хыдыр кызы
Анасы Хыдыр кызы Халилова (азерб. Anası Xıdır qızı Xəlilova; 21 августа 1921, Гювекенд, Агдашский уезд — 1993, Агдашский район) — советский азербайджанский хлопковод, Герой Социалистического Труда (1966).

## Биография
Родилась 21 августа 1921 года в селе Гювекенд Агдашского уезда Азербайджанской ССР (ныне село в Агдашском районе).
В 1938—1976 годах — звеньевая, бригадир колхоза «Захмет» Агдашского района. Достигла высоких показателей урожайности хлопчатника при выполнении семилетнего плана по сбору хлопка.
Указом Президиума Верховного Совета СССР от 30 апреля 1966 года за успехи, достигнутые в увеличении производства и заготовок хлопка-сырца Халиловой Анасы Хыдыр кызы присвоено звание Героя Социалистического Труда с вручением ордена Ленина и золотой медали «Серп и Молот».
Член КПСС с 1963 года. Депутат Верховного Совета СССР 6-го созыва.
С 1977 года — пенсионер союзного значения.
Скончалась в 1993 году.